# Biretta

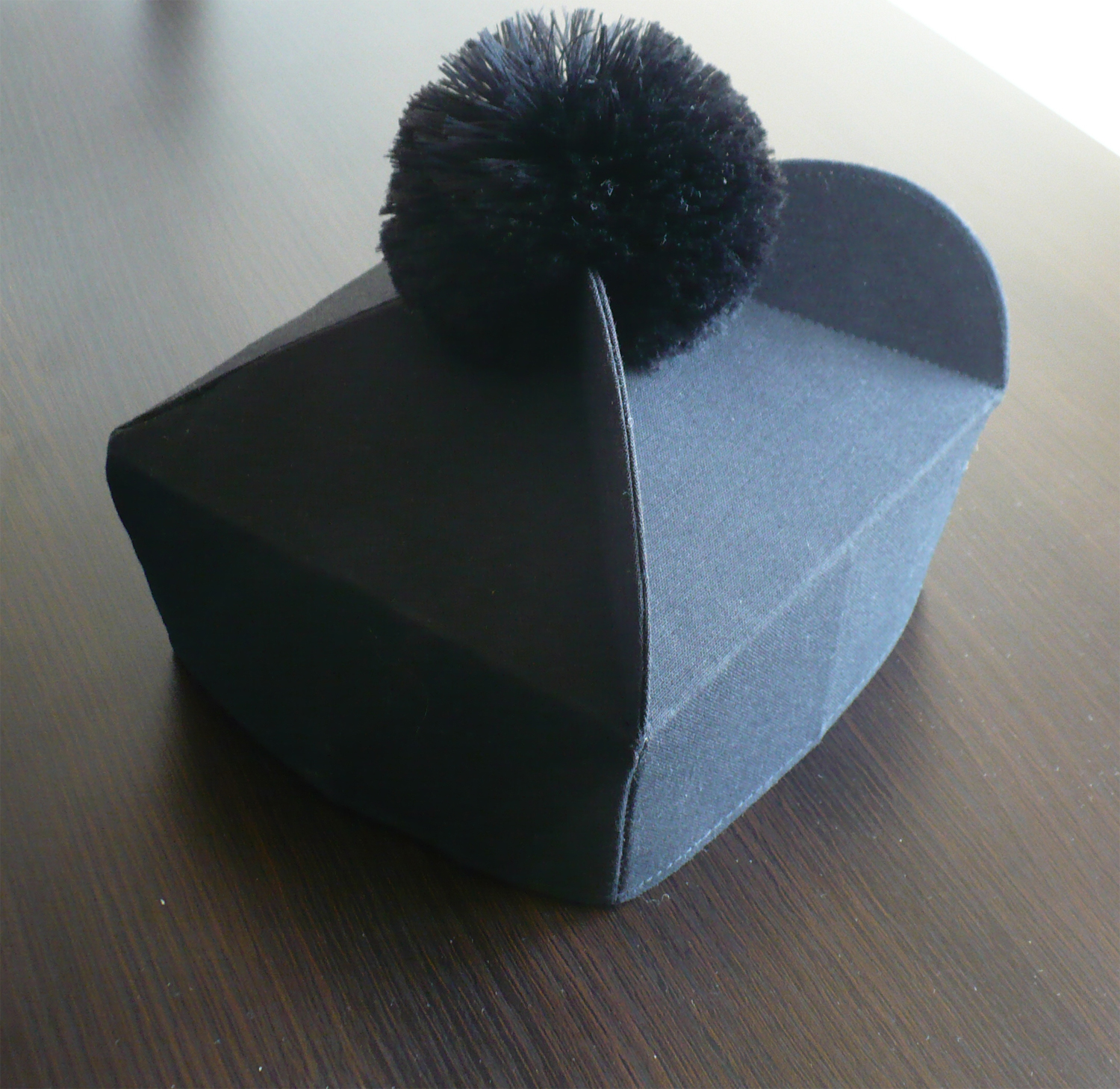
Zwarte biretta met pompon

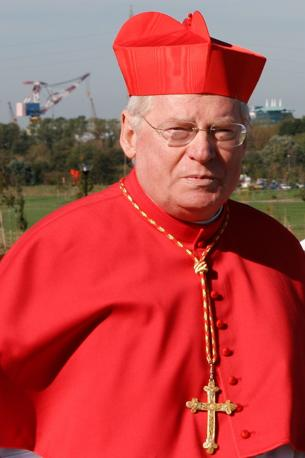
Angelo Scola met biretta

De biretta wordt in het Nederlands meestal bonnet genoemd, onder invloed van het Spaanse woord bonete. De bonnet is bekend sinds rond de 13e eeuw. Het is een hoofddeksel voor mannelijke, niet in een klooster levende geestelijken in de Rooms-Katholieke Kerk. Zo dragen monniken geen bonnet. Tot aan het Tweede Vaticaans Concilie werd de bonnet verplicht bij de toog gedragen, maar niet tijdens de eredienst. 
De bonnet is vierkant en gemaakt van textiel met ingevoerde kartonnen stroken. In de meeste landen heeft hij drie of vier hoorns of boogvormige "handvatten“, in Spanje heeft hij dergelijke hulpstukken niet. In de meeste gevallen heeft hij een pompon, een bolvormige kwast zonder koord, bovenop in het midden.
De kleur van de bonnet geeft de rang van de drager aan. Priesters en diakens dragen een zwarte bonnet met een zwarte pompon. Pauselijke ereprelaten dragen een zwarte bonnet met een violette pompon en in veel bisdommen ook de dekens. Alleen bisschoppen, seculiere kanunniken van bijzondere kapittels (verenigingen van kanunniken) en apostolische protonotarissen dragen een paarse bonnet met een paarse pompon. De biretta van kardinalen is scharlaken-rood en heeft geen pompon. Naast een biretta draagt een kardinaal ook wel een kardinaalshoed.
De paus draagt geen bonnet.
De kardinaalsmuts ontleent zijn naam aan de bonnet, omdat de vrucht van deze plant qua kleur (rood) en vorm (min of meer vierkant) op dit hoofddeksel lijkt.